# Аријана Катавић
Аријана Катавић је српска поп и денс певачица која је певала у групи Флејм. Поред певања у групи издала је и два соло албума. Такође је отпевала прву верзију песме Стани душо да те испратим, коју је касније у народњачком аранжману прославила Илда Шаулић. Највећи хитови су јој Пучина, Изнад неба и Разболи ме разболи.

## Дискографија
Као део групе Флејм
- Флејм (1998, Сити Рекордс)[2]

Као соло извођач
- Африка (1997, Зам)
- До изнад неба и назад (2000, Сити Рекордс)[3]